# Trappeto
Trappeto ist ein Ort in der Metropolitanstadt Palermo in der Region Sizilien in Italien mit 3106 Einwohnern (Stand 31. Dezember 2023).

## Lage und Daten
Trappeto liegt 52 km westlich von Palermo. Die Einwohner arbeiten hauptsächlich in der Landwirtschaft und in der Fischerei.
Die Nachbargemeinden sind Balestrate, Partinico und Terrasini.

## Geschichte
1480 errichtete Francesco Bologna in „Trappetum Cannamelarum“ einen Betrieb zur Zuckergewinnung. Als sich zwei Jahrhunderte später die ersten Fischer in Trappeto niederließen, wurde der Zucker durch den Fischfang abgelöst und das Dorf wuchs langsam aber stetig. Auch heute noch ist die Fischerei, neben der Landwirtschaft, der wichtigste Wirtschaftszweig Trappetos.  Der Fischmarkt gilt als Touristenattraktion.
Im Zuge der Gastarbeiterbewegung wanderten ab den 1960er Jahren rund zwei Drittel der Bevölkerung des Ortes nach Deutschland aus, hauptsächlich nach Solingen-Ohligs, wo sie zum größten Teil in der Schneidwarenindustrie tätig waren. Viele kehrten nach Jahrzehnten zurück oder pendelten zwischen beiden Städten, diverse Trappetesi leben noch heute in Solingen.
Bekannt wurde der Ort bereits in den 1950er Jahren durch die Aktivitäten Danilo Dolcis, der, auch mit Unterstützung der Einwohner, spektakuläre und von der Obrigkeit nicht geduldete Darbietungen in Szene setzte. 